# Морконе
Морконе (італ. Morcone) — муніципалітет в Італії, у регіоні Кампанія, провінція Беневенто.
Морконе розташоване на відстані близько 195 км на схід від Рима, 70 км на північний схід від Неаполя, 25 км на північний захід від Беневенто.
Населення — 4952 особи (2014).

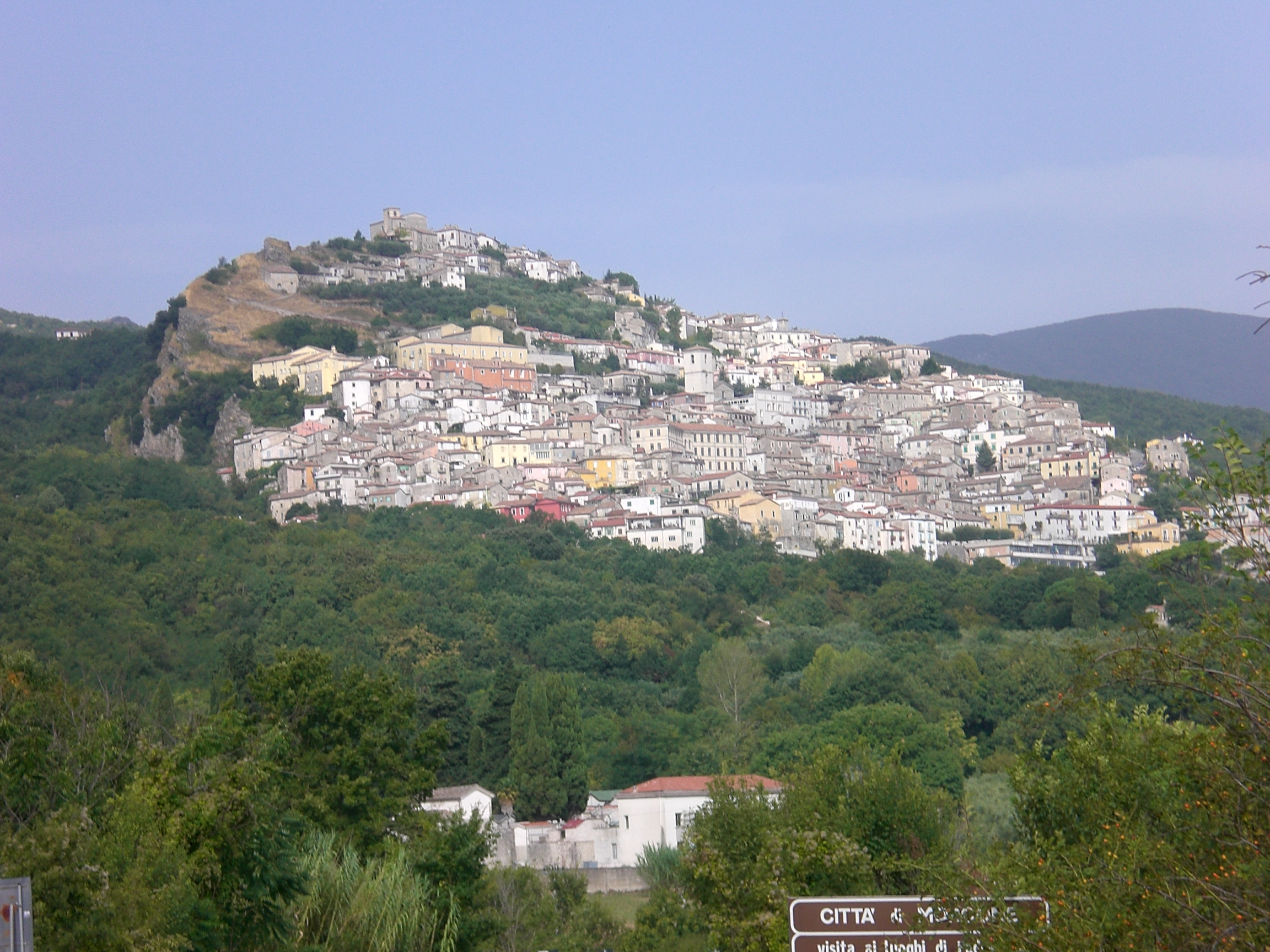

Щорічний фестиваль відбувається 20 травня. Покровитель — San Bernardino da Siena.

## Демографія
Населення за роками:

Станом на 1 січня 2023 року в муніципалітеті офіційно проживало 158 іноземців з 29 країн, серед них 33 громадяни країн Євросоюзу та 24 громадяни України.

## Сусідні муніципалітети
- Камполаттаро
- Черчемаджоре
- Черрето-Санніта
- Чирчелло
- П'єтрароя
- Понтеландольфо
- Санта-Кроче-дель-Санніо
- Сассіноро
- Сепіно